# Big Cay Bokel
Big Cay Bokel är en ö i Belize.   Den ligger i distriktet Belize, i den östra delen av landet, 90 kilometer öster om huvudstaden Belmopan. Arean är 0,57 kvadratkilometer.
Terrängen på Big Cay Bokel är mycket platt. Öns högsta punkt är 9 meter över havet. Den sträcker sig 0,9 kilometer i nord-sydlig riktning, och 1,1 kilometer i öst-västlig riktning.